# Piazza San Babila
Piazza San Babila è una piazza sita nel centro storico di Milano, frutto degli interventi urbanistici che interessarono la città nei primi decenni del XX secolo.
A lungo punto d'incontro favorito dall'alta borghesia milanese, la piazza prende il nome dalla basilica di San Babila, l'edificio più antico che vi si affaccia. Le costruzioni che maggiormente la caratterizzano risalgono tuttavia agli anni trenta.
Da essa dipartono corso Vittorio Emanuele II (che la collega a piazza del Duomo), corso Matteotti, corso Venezia, corso Monforte e corso Europa.

## Storia

### Apertura ed ampliamento della piazza

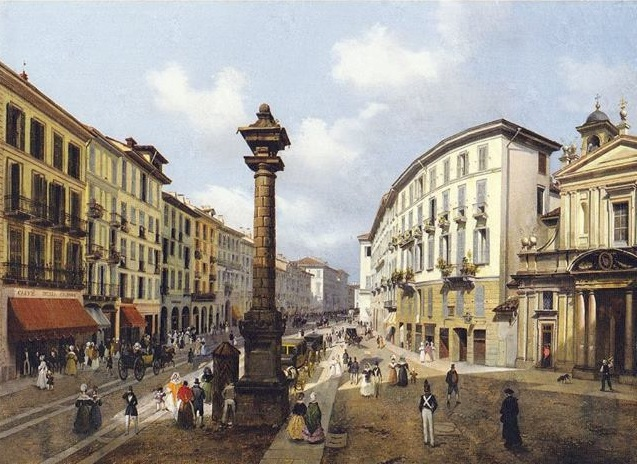
Corso Venezia dal sagrato della basilica di San Babila a Milano in un dipinto del 1850 di Luigi Premazzi. Sulla destra si scorge la basilica di San Babila prima delle modifiche del XIX e del XX secolo

In origine lo spazio antistante alla basilica di San Babila era un semplice sagrato che si apriva all'imbocco di corso di porta Orientale (oggi porta Venezia) verso la corsia dei Servi (l'odierno corso Vittorio Emanuele II).
All'inizio del XX secolo la popolazione di Milano iniziò ad avere un cospicuo tasso di crescita e, nell'ottica di avere un centro storico più adatto alla nuova situazione, fu deciso di collegare meglio alcune vie storiche di Milano (via Santa Margherita e piazza della Scala con corso Venezia) con la costruzione di piazza Meda (all'epoca denominata "piazza Crispi") e di corso Matteotti (all'epoca "corso Littorio").

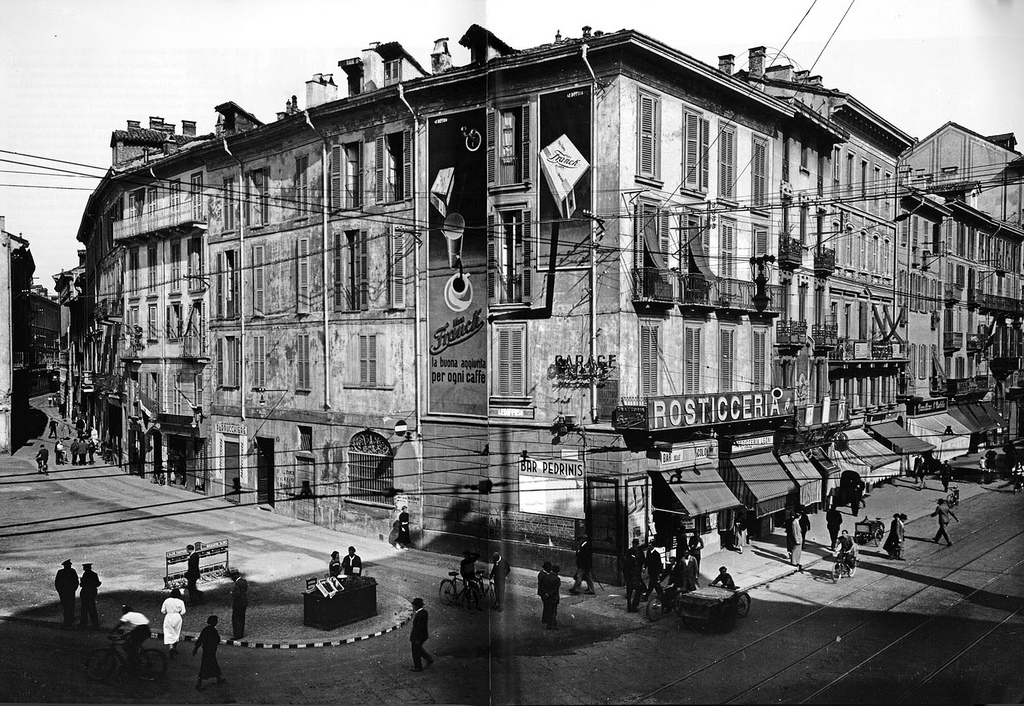
Via Bagutta sventrata dopo le prime demolizioni

Questi lavori, che ebbero luogo nei primi decenni del XX secolo e che terminarono nel 1928, portarono all'abbattimento di molti edifici storici, tra cui diverse abitazioni nell'area di fronte alla storica basilica, grazie ai quali venne creato un nuovo spiazzo.

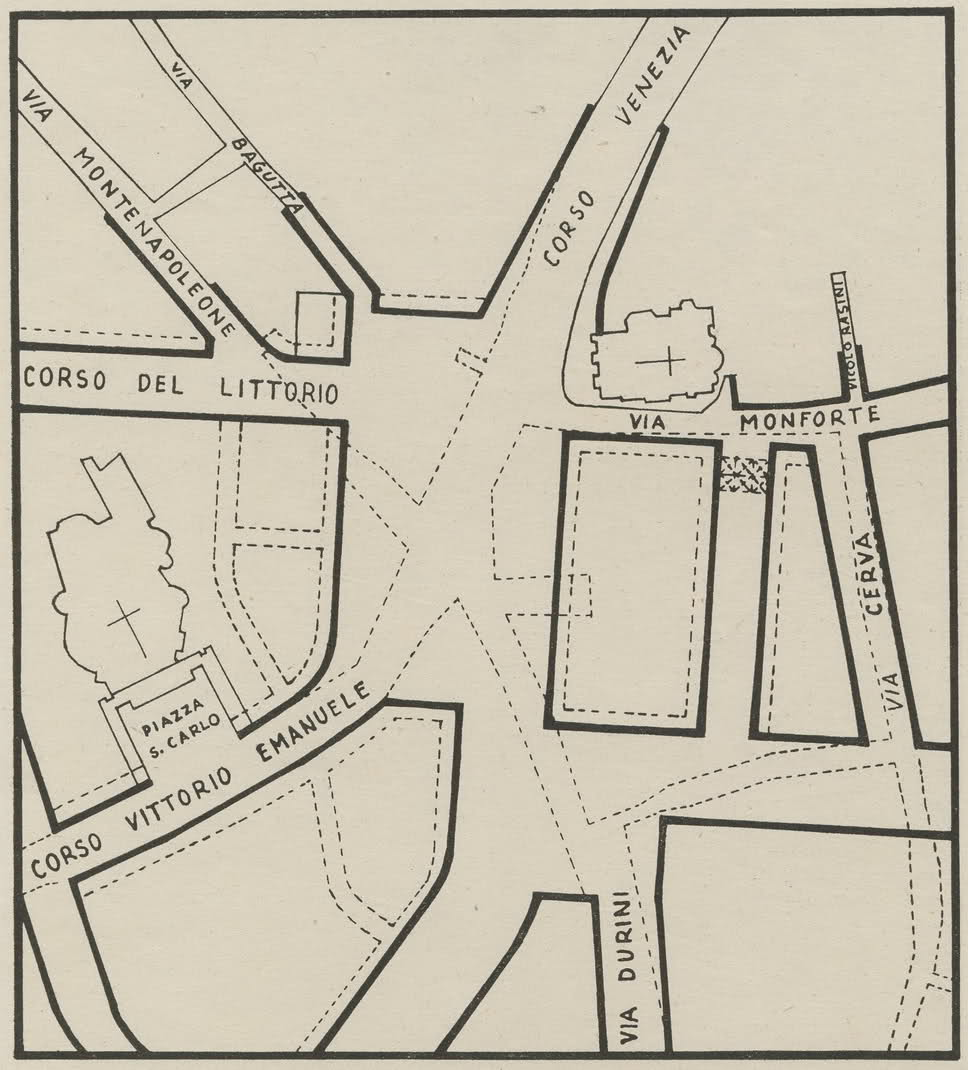
Mappa indicante il precedente tessuto edilizio e i successivi sventramenti di piazza San Babila

Nel 1931 fu deciso di ampliare ulteriormente largo San Babila per farne una vera e propria piazza. Pertanto, vennero programmate altre demolizioni. Il lato nord della futura piazza San Babila venne completato in breve tempo, tant'è che fu pronto alla fine del 1931. Al contrario, i lati est e sud furono oggetto di radicali cambiamenti, con i lavori che iniziarono nel 1935. L'antica Galleria De Cristoforis, che si trovava a sud, fu abbattuta venendo sostituita dalla Galleria Ciarpaglini e dal Teatro Nuovo, mentre a est furono demoliti gli edifici in stile neogotico veneziano (conosciuti come "Case Veneziane") per lasciare spazio alla Galleria San Babila e a Piazza Umberto Giordano.

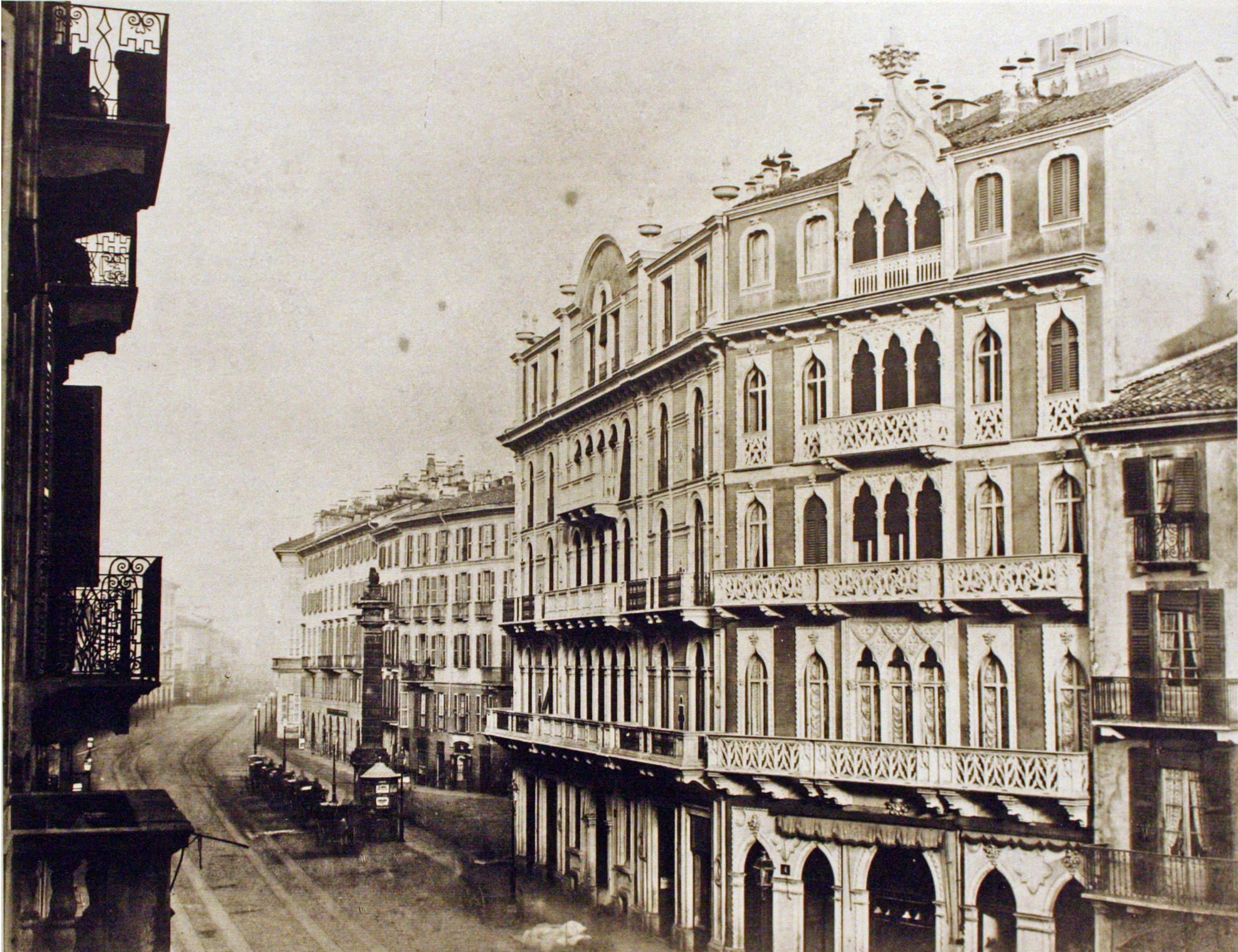
Gli edifici in stile neogotico veneziano, le cosiddette "Case Veneziane", che vennero demolite per lasciare spazio alla Galleria San Babila e a piazza Umberto Giordano

Nel 1938 fu costruito il garage Traversi, una moderna autorimessa per trecentocinquanta automobili, progettata dall'architetto Giuseppe De Min, che fungeva anche da autolavaggio e officina.

### Dal secondo dopoguerra alla fine del secolo
I vari lavori nella piazza ebbero termine nel 1948, fermo restando che i bombardamenti del 1943, avvenuti durante la seconda guerra mondiale, resero necessari altri interventi. Gli ultimi lavori effettuati nell'ormai piazza San Babila furono eseguiti nel 1957, con la costruzione della Galleria Passarella.
Il 10 febbraio 1952 fu installata di fronte alla basilica la prima cabina telefonica in Italia.
Fra la fine degli anni cinquanta e l'inizio degli anni sessanta piazza San Babila venne interessata dagli scavi per la realizzazione della metropolitana di Milano, durante i quali la colonna che sorgeva al centro dell'imbocco di corso Venezia fu spostata verso la facciata della basilica e fu creata l'omonima stazione, entrata in servizio il 1º novembre 1964.
Nel dopoguerra piazza San Babila iniziò ad essere frequentata dall'alta borghesia milanese, la cosiddetta "Milano bene". Negli anni sessanta, in seguito all'apertura, nei suoi pressi, della sede della Giovane Italia e della sede del Raggruppamento giovanile, entrambi gravitanti, da un punto di vista politico, intorno alla destra di ispirazione neofascista, piazza San Babila diventò luogo di aggregazione per gruppi di questo schieramento politico.
Negli anni settanta nacque un neologismo dispregiativo nei confronti di questo fenomeno, sanbabilini, che veniva usato per definire i gruppi di destra di ispirazione neofascista che stazionavano in piazza San Babila.
Dalle sedi di partito, i gruppi di destra di ispirazione neofascista iniziarono a frequentare e a riunirsi in esercizi pubblici della zona. Quello più noto era il Motta (oggi divenuto un negozio della marca Diesel), sotto i portici all'angolo con corso Vittorio Emanuele. Venivano frequentati anche il Borgogna (oggi Victory) di via Borgogna, mentre alcuni preferivano il Pedrinis, che si trova dalla parte di corso Matteotti, e altri ancora I Quattro Mori, ora non più esistenti. In queste sedi fu pianificata la serie di atti criminosi compiuti da militanti di gruppi neofascisti e del Movimento Sociale Italiano a Milano il giovedì 12 aprile 1973, strage che è conosciuta come "giovedì nero di Milano".

Piazza San Babila in una scena del film del 1976 San Babila ore 20: un delitto inutile

Nel 1976 il regista Carlo Lizzani, impegnato politicamente a sinistra, realizzò San Babila ore 20: un delitto inutile, film liberamente ispirato a un fatto di cronaca nera che ha coinvolto i frequentatori della piazza. Si trattava dell'uccisione, da parte di una squadra di fascisti di San Babila, di uno studente di sinistra, Alberto Brasili, che insieme alla sua fidanzata, Lucia Corna, studentessa del liceo Volta, il 25 maggio 1975 aveva strappato un manifesto missino vicino alla piazza. Una banda se ne accorse, li seguì ed in un posto isolato li aggredì a colpi di coltello. Il leader della banda era il sanbabilino Antonio Bega, mentre gli uccisori furono Giorgio Invernizzi e Fabrizio De Michelis, anch'essi sanbabilini.

Tre paninare in piazza San Babila a Milano nel 1986

Negli anni successivi piazza San Babila vide la nascita di numerosi fenomeni di costume e di sottocultura giovanile, completamente slegati dalla politica, e per molti versi all'antitesi dalle idee di destra. Degni di menzione sono i "fioruccini" (dal nome del negozio Fiorucci di corso Vittorio Emanuele II, che cercavano il cosiddetto "sballo" ed erano caratterizzati da un abbigliamento trasgressivo), i paninari (nati al bar Il panino della vicina piazzetta Liberty, che erano contraddistinti da un abbigliamento griffato e dall'adesione a uno stile di vita fondato sul consumismo) e gli yuppies (ovvero i giovani professionisti "rampanti" che abbracciavano la comunità economica capitalista trovando in essa la loro completa realizzazione).
Nel 1997, al termine dei lavori di riqualificazione della piazza, in tale occasione parzialmente pedonalizzata, fu inaugurata la grande fontana, progettata da Luigi Caccia Dominioni e denominata "I monti, i laghi, i fiumi di Lombardia".

### XXI secolo
A partire dal 2016 la piazza è stata parzialmente occupata dai cantieri della quarta linea della metropolitana di Milano, la cui stazione “San Babila” è stata inaugurata il 4 luglio 2023. Da allora la piazza risulta quasi totalmente pedonale.

## Descrizione
Sulla piazza, a pianta rettangolare, si staglia la Torre Snia Viscosa, il primo grattacielo costruito a Milano, su progetto di Alessandro Rimini, nel 1937.
Nel fronte racchiuso tra corso Vittorio Emanuele e corso Matteotti spicca invece l'imponente palazzo del Toro di Emilio Lancia e Raffaele Merendi, completato nel 1939. Originariamente concepito come complesso polifunzionale, comprendente oltre a pubblici esercizi, negozi ed uffici anche una sala teatrale, il Teatro Nuovo; a seguito della chiusura imposta dalla pandemia di COVID-19, tuttavia, il Teatro Nuovo non ha più riaperto e ne è stata annunciata la definitiva cessazione dell'attività nell'ottobre 2022. Nei pressi della piazza rimane attivo il Teatro San Babila, situato alle spalle della basilica.
Per quanto riguarda gli altri edifici che si affacciano sulla piazza, anch'essi hanno subìto in parte modifiche di destinazione, pur conservando complessivamente l'aspetto esterno ideato all'epoca di costruzione. Un esempio di conservazione al di là delle logiche di mercato è costituito dall'ex garage Traversi. Dismesso da anni, a seguito dell'avanzamento di una serie di ipotesi (tra cui anche la demolizione), è stato sottoposto a vincolo e riconvertito a polo multifunzionale.
Molteplici sono le attività commerciali che hanno occupato, negli anni, i fondi di vendita al pubblico ad altezza terra degli edifici che si affacciano sulla piazza e gli uffici collocati ai piani superiori.

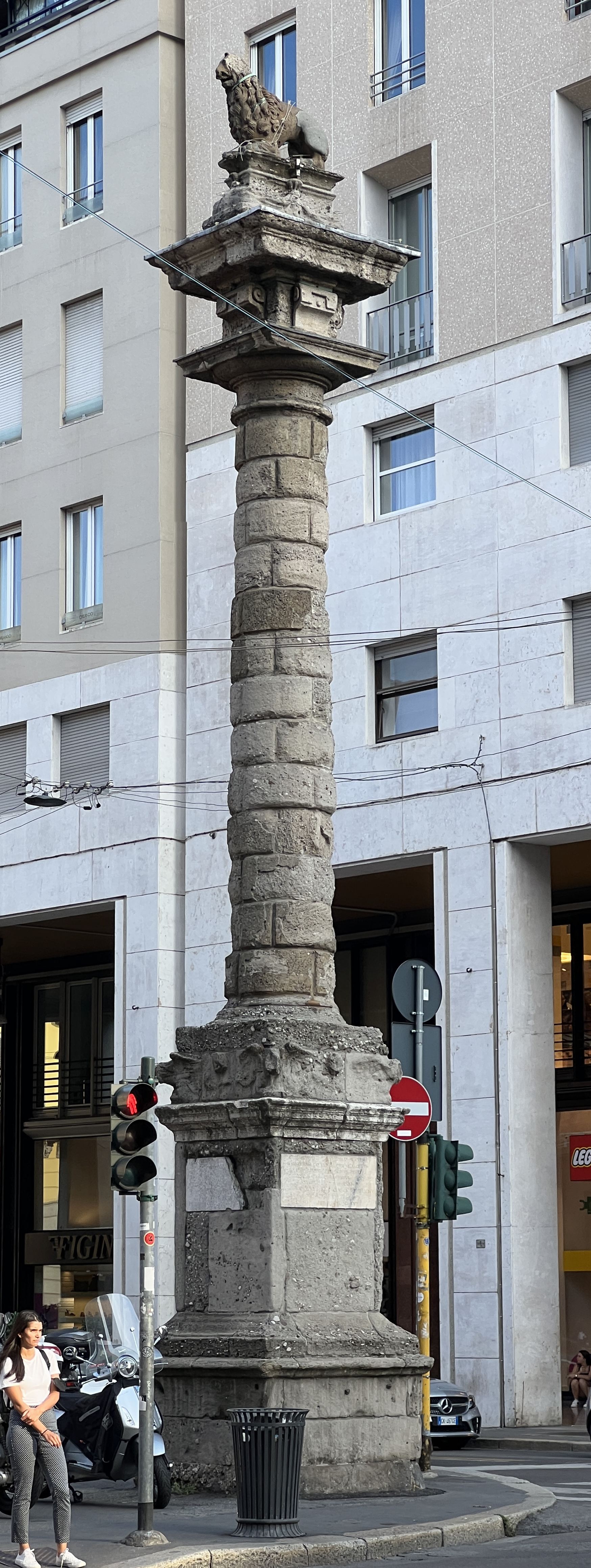
La colonna del Leone o "di porta Orientale"

### Colonna del Leone
La colonna marmorea alla cui sommità è collocata la statua raffigurante un leone, di origine ignota, fu realizzata nel 1628 a spese del conte Carlo Serbelloni, come indicato da una lapide tuttora collocata sull'alto piedistallo.
Posta un tempo in posizione centrata rispetto alla facciata della basilica, fu spostata, nel 1959, verso l'imbocco di corso Monforte in occasione dei lavori per la realizzazione della stazione della metropolitana.

### Fontana
La fontana di piazza San Babila, ispirata al paesaggio naturale lombardo ed al ciclo delle acque, è stata realizzata nel 1997, su progetto di Luigi Caccia Dominioni, con serizzo proveniente dalla Val Masino, granito di Montorfano, granito rosa di Baveno e sasso rosso della Val Gerola.

## Trasporti
- San Babila

## Cinema
- Nel 1961 piazza San Babila e corso Vittorio Emanuele II, sventrati per i lavori della metropolitana, appaiono varie volte nel film Il posto di Ermanno Olmi.
- Nel 1976 il regista Carlo Lizzani, impegnato politicamente a sinistra, dedica ai sanbabilini un film dal titolo San Babila ore 20: un delitto inutile, basato su un episodio realmente accaduto.
- Le gallerie interne di piazza San Babila appaiono in alcune commedie degli anni ottanta: I fichissimi, Bingo Bongo, Il ras del quartiere mentre la piazza appare in Un povero ricco e corso Vittorio Emanuele II appare sia ne I fichissimi che ne Il ragazzo di campagna.

## Galleria d'immagini

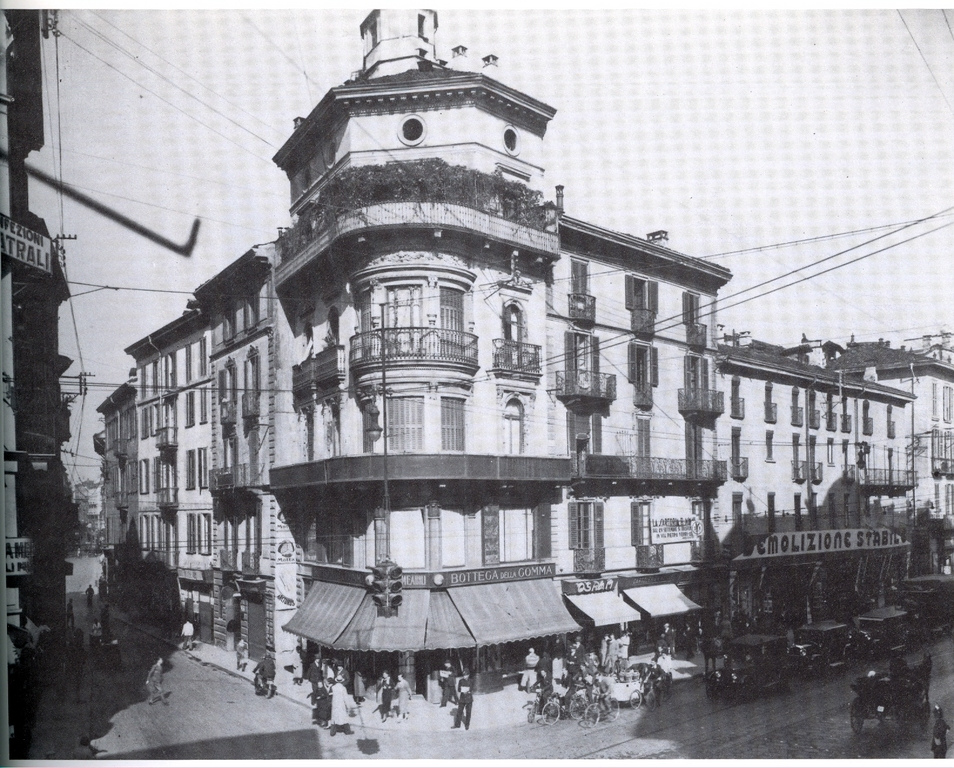
Il vecchio angolo con Monte Napoleone
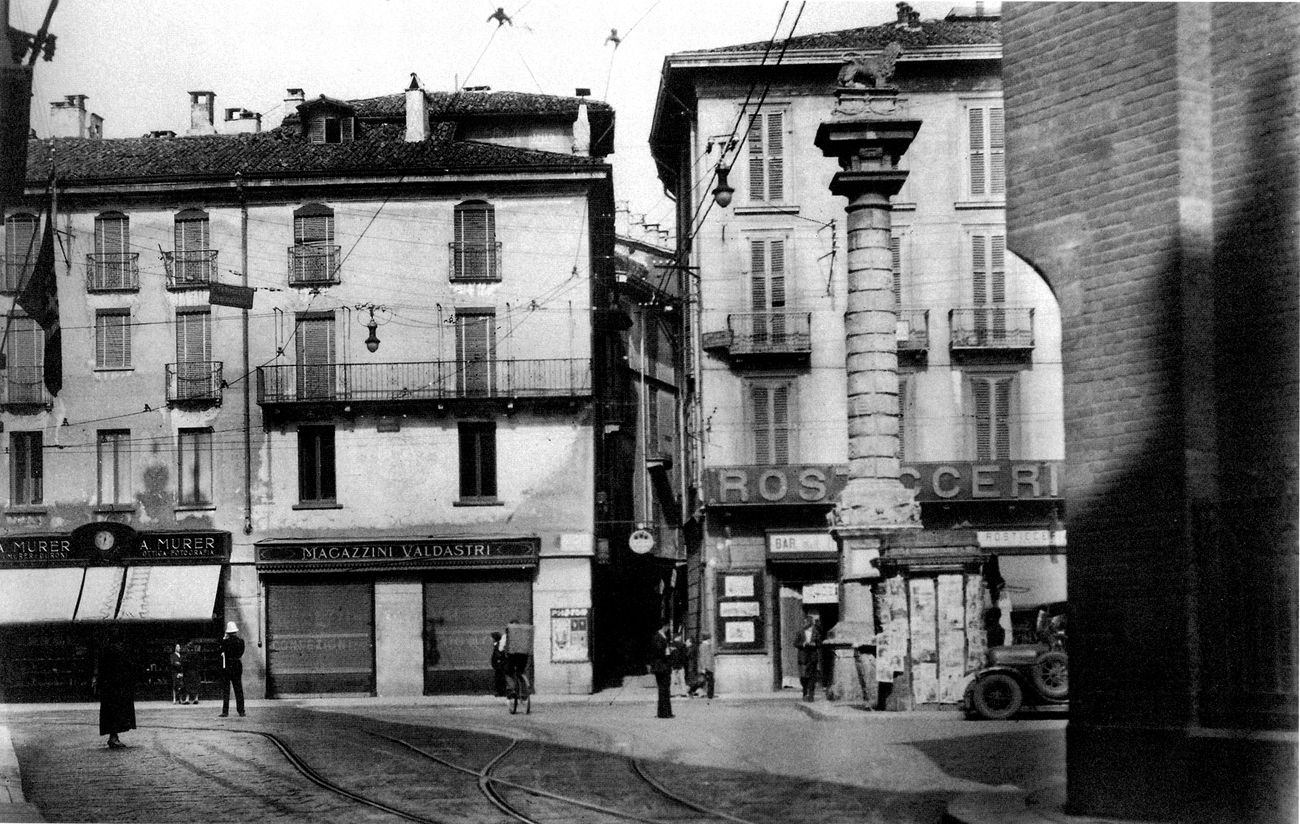
Vista da corso Monforte
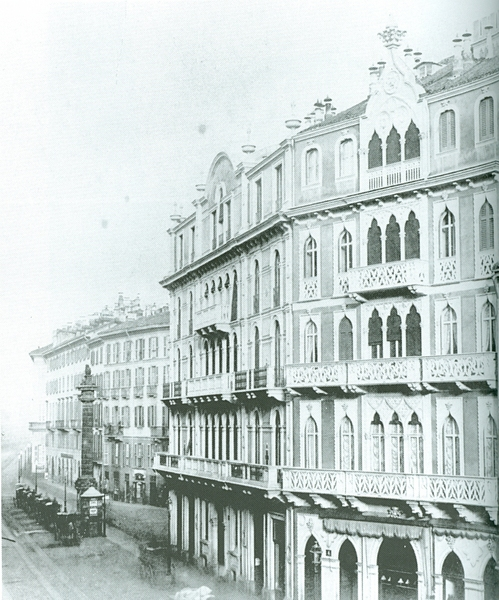
Gli edifici in stile neogotico veneziano
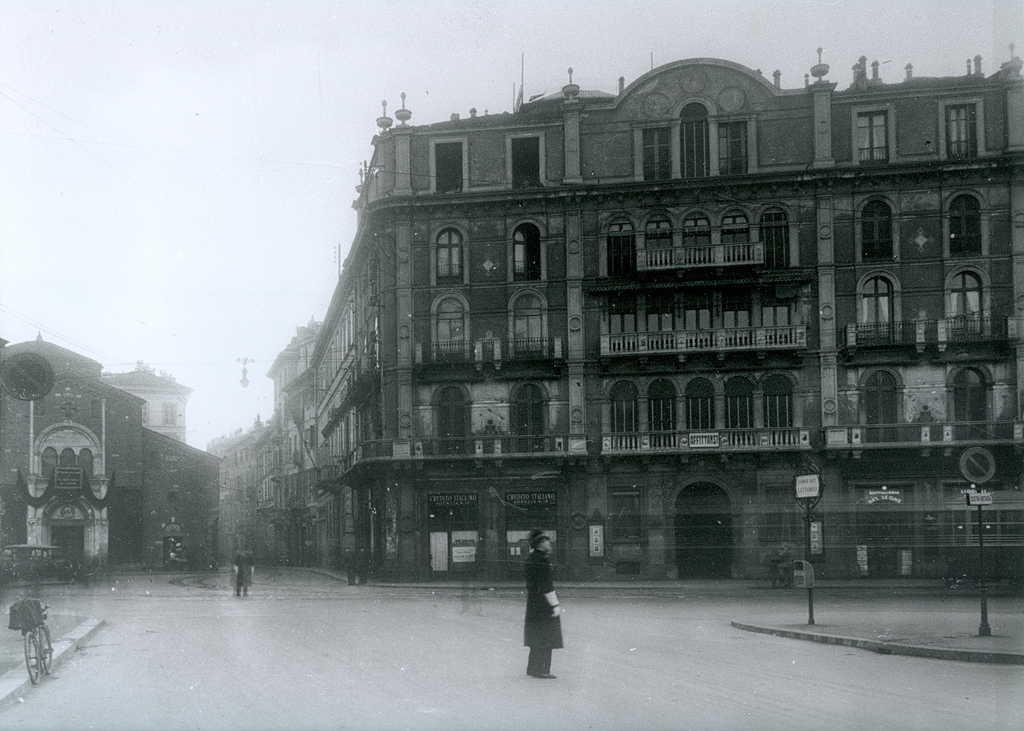
Uno dei due edifici in stile neogotico veneziano
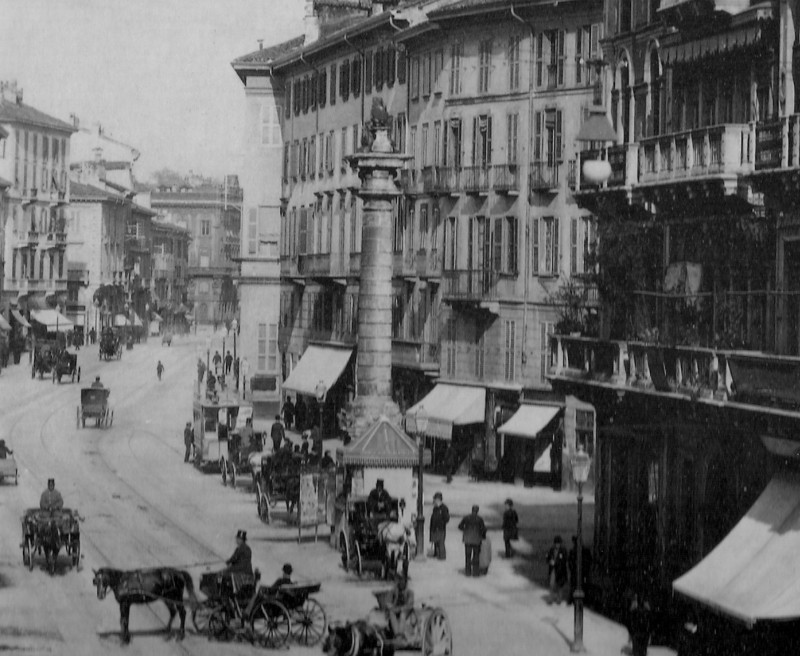
Largo San Babila e corso Venezia nel 1890
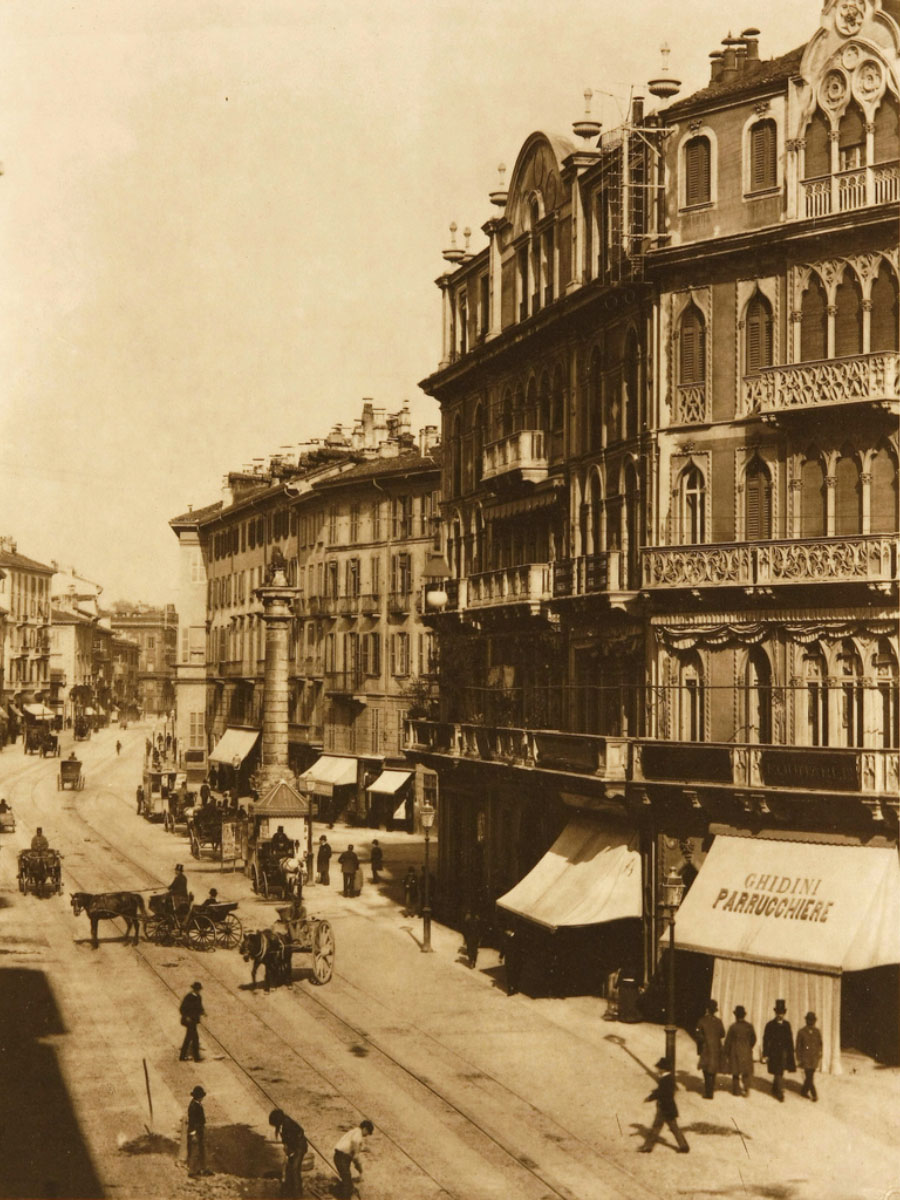
Largo San Babila in una foto d'epoca
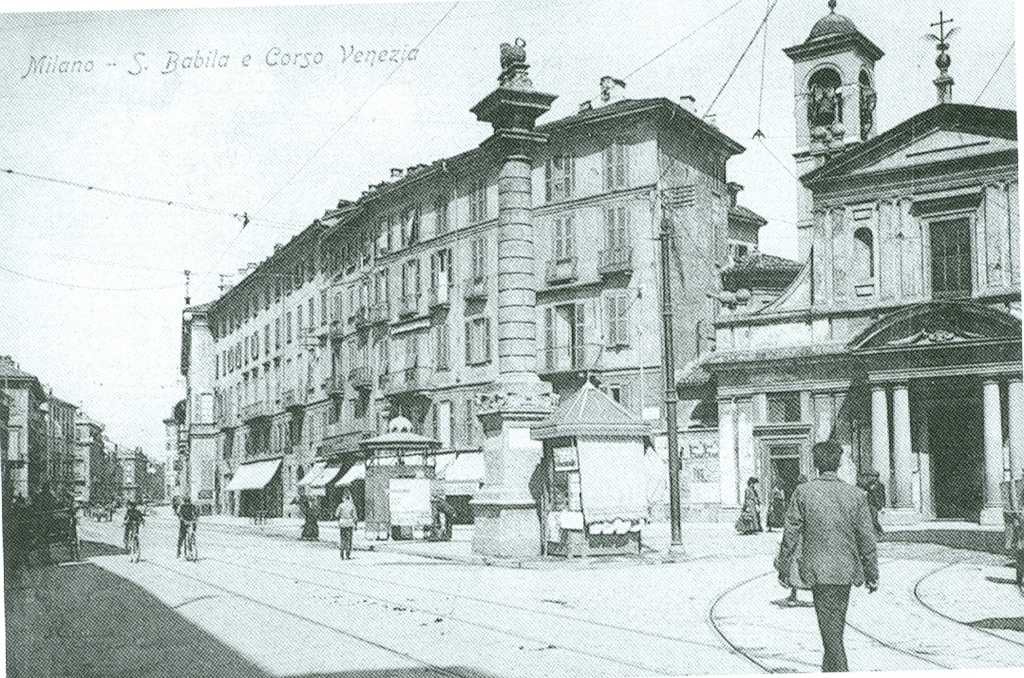
Largo San Babila alla fine del XIX secolo
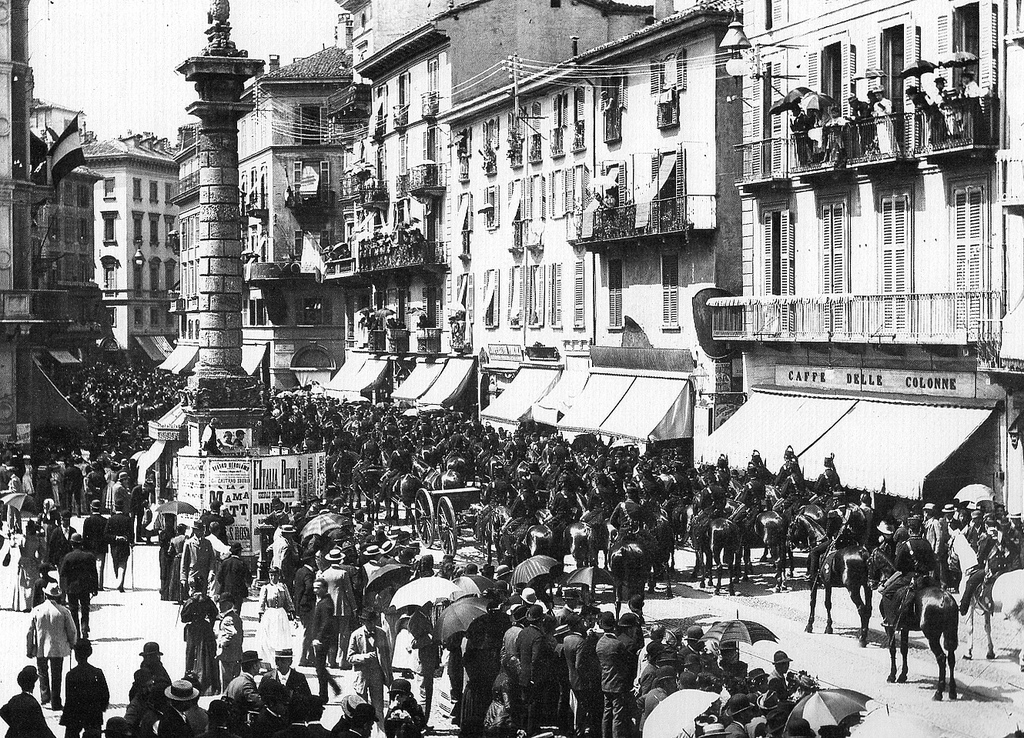
Largo San Babila durante i moti del 1898
Largo San Babila angolo Corso Monforte nel 1915
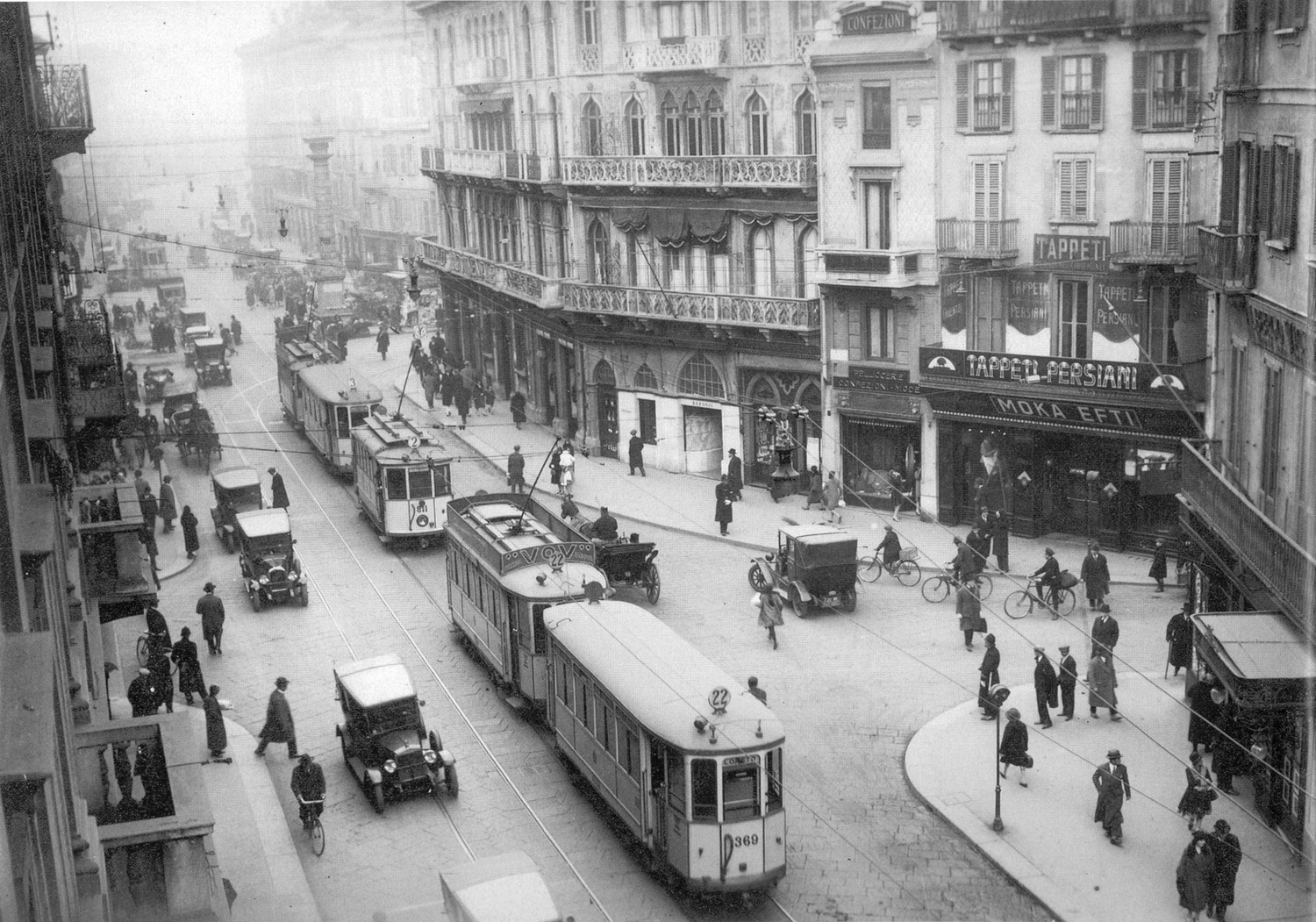
Largo San Babila nel 1926
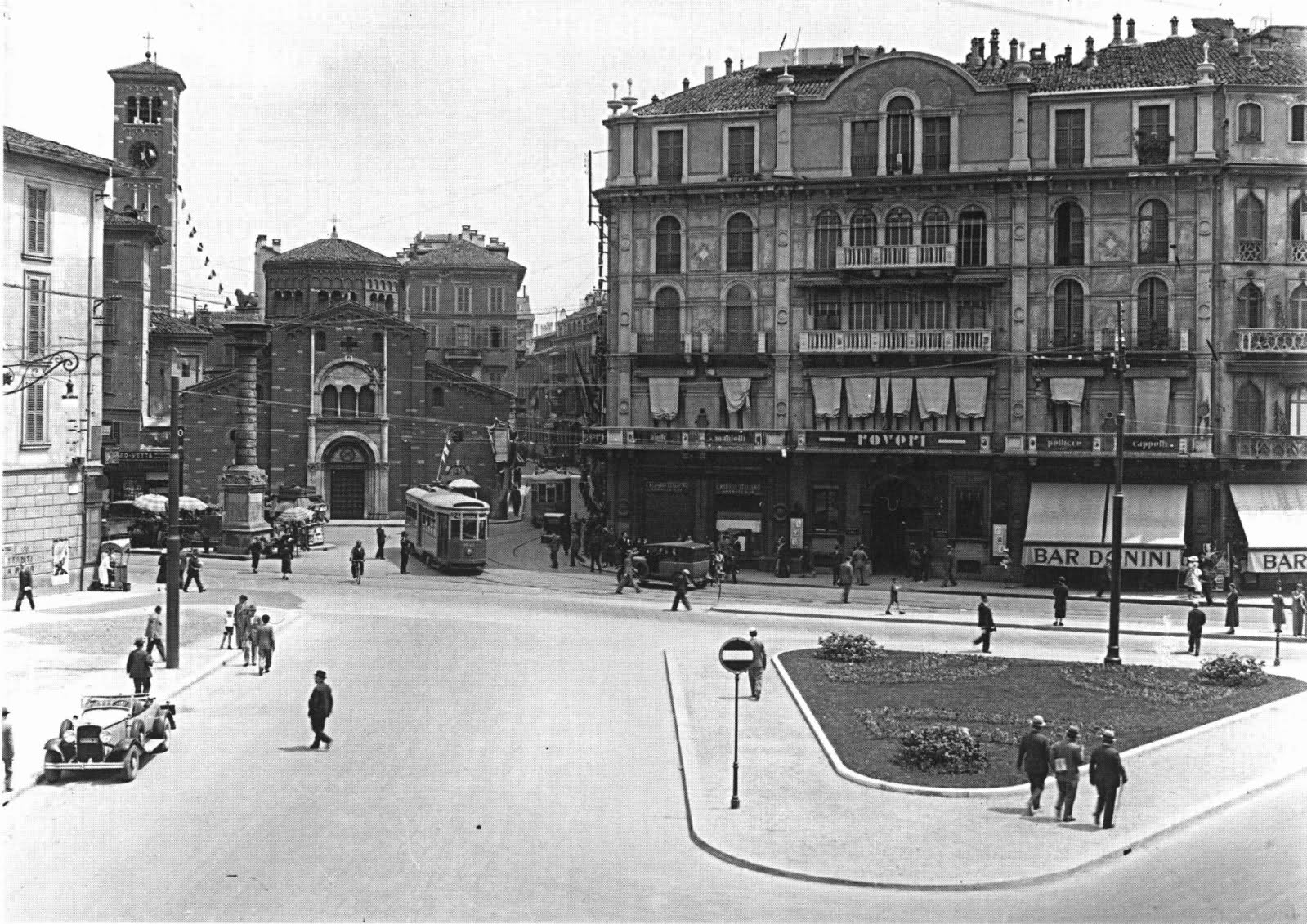
Largo San Babila negli anni trenta del XX secolo
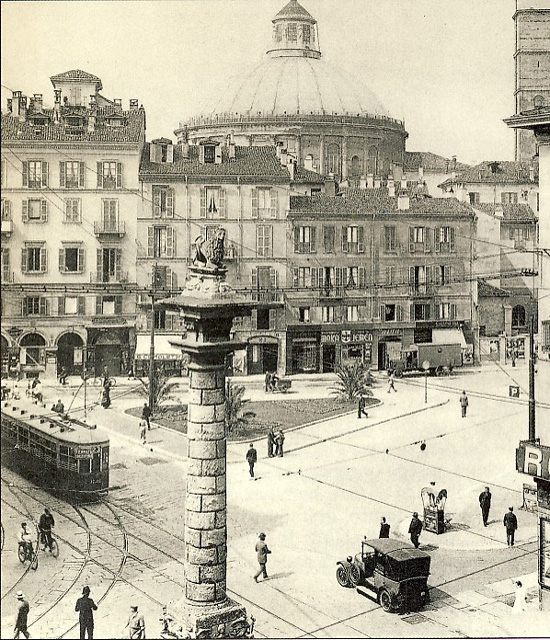
Largo San Babila negli anni trenta del XX secolo
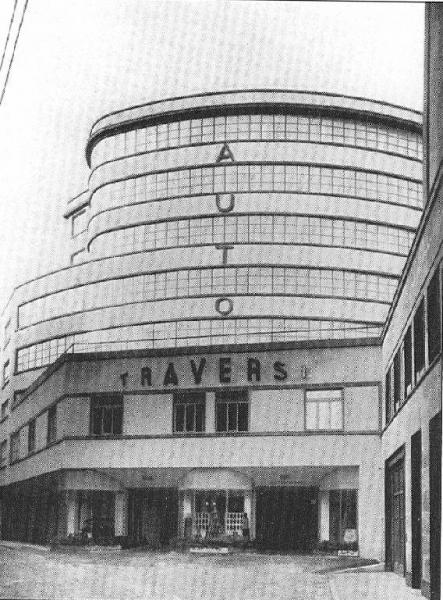
Il Garage Traversi, costruito nel 1938
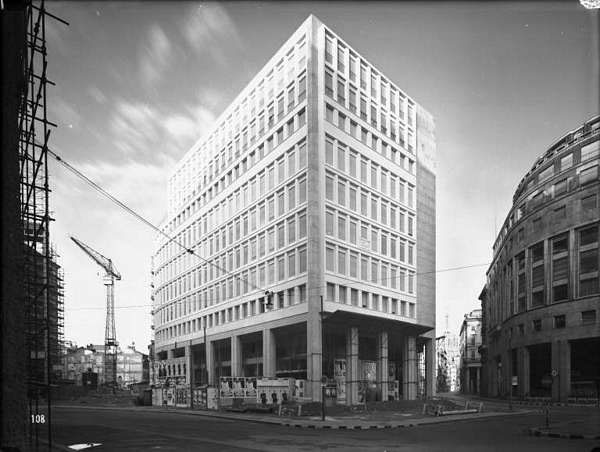
L'edificio d'angolo con corso Vittorio Emanuele